# 朱信強
朱信強（1968年1月20日—），臺灣政治人物。高雄市美濃區人。民國99年縣市合併後當選第一屆高雄市議員，第二屆未參選，第三、四屆再次競選市議員當選，現為無黨團結聯盟籍高雄市議員。曾任過美濃農會兩屆理事長。

## 政治生涯

### 美濃鎮農會理事長
2001年，朱信強擔任美濃鎮農會理事長，當年2月改選會員代表時，朱信強及時任常務監事林增昌疑因籌措1,800萬元競選經費賄選，讓同派系人馬順利當選後以掌控農會資源，遭檢調依違反農會法起訴，歷經7年訴訟，朱信強及林增昌遭判處有期徒刑1年6月，再減刑為6月。
2008年10月7日，朱信強在入監服刑前，發出聲明稿強調自己是惡質選風鬥爭下的犧牲者，選舉恩怨是美濃進步的阻力，判決對他不公平。

### 高雄市市議員

#### 因涉賄選而當選無效
朱信強透過時任六龜農會常務監事林瑞生涉嫌以每票300元行賄六龜區謝姓、魏姓等選民，遭檢警查獲。朱信強則指林瑞生不是競選團隊成員，他自承請林協助拉票，但未要求其代為買票，無違法或不當之處。
臺灣高等法院高雄分院法官認為，朱信強過去曾任美濃農會理事長，林瑞生曾任六龜鄉農會理事長，二人相識多年，朱信強確實於該選舉時委請林瑞生在六龜區寶來里等地區拉票，就交付賄賂行為確實有犯意聯絡，因而依選罷法第 120 條第 1 項第 3 款規定，判決朱信強當選無效，全案確定。

#### 支持韓國瑜 肯定韓市府執政
朱信強表示，2018年民眾把票投給韓國瑜，是因厭惡民進黨作為，韓國瑜在偏鄉東九區那瑪夏、桃源、茂林、旗美等區，道路、清疏等都做得非常好。他認為韓國瑜被罷免是「匹夫之罪，懷璧其罪」，為韓被罷免叫屈。

#### 提案追聘許崑源為「榮譽議長」
2020年6月9日，朱信強於黨團協商會提案，為表彰前高雄市議會議長許崑源對議會的貢獻，並讓市民緬懷，建請追謚為議會榮譽議長。

## 選舉紀錄
| 年度 | 選舉屆數             | 選舉區           | 所屬政黨     | 得票數 | 得票率 | 當選標記 | 備註 |
| ---- | -------------------- | ---------------- | ------------ | ------ | ------ | -------- | ---- |
| 2010 | 第一屆高雄市議員選舉 | 高雄市第一選舉區 | 無黨籍       | 14,668 | 18.62% |          |      |
| 2018 | 第三屆高雄市議員選舉 | 高雄市第一選舉區 | 無黨團結聯盟 | 18,054 | 23.50% |          |      |
| 2022 | 第四屆高雄市議員選舉 | 高雄市第一選舉區 | 無黨團結聯盟 | 15,782 | 24.98% |          |      |